# Remskivsnäcka
Remskivsnäcka (Bathyomphalus contortus) är en snäckart som först beskrevs av Carl von Linné 1758.  Remskivsnäcka ingår i släktet Bathyomphalus, och familjen posthornssnäckor. IUCN kategoriserar arten globalt som livskraftig. Arten är reproducerande i Sverige.